# Висока-Могила
Висока-Могила (болг. Висока могила) — село в Болгарии. Находится в Кюстендилской области, входит в общину Бобошево. Население составляет 50 человек.

## Политическая ситуация
Висока-Могила подчиняется непосредственно общине и не имеет своего кмета.
Кмет (мэр) общины Бобошево — Милчо Георгиев Орозов (Болгарская социал-демократия (БСД)) по результатам выборов.